# ريان دوفي
ريان دوفي (بالإنجليزية: Ryan Duffy)‏ (25 مارس 1991 - ) هو لاعب كريكت نيوزلندي.

## وصلات خارجية
- ريان دوفي على موقع إي آس بي آن كريك إنفو (الإنجليزية)